# Herwig Teppner
Herwig Teppner (Graz, Austria, 5 de agosto de 1941) es un botánico austríaco, que se desempeña académicamente en el "Instituto de Botánica sistemática", de la Universidad de Graz.

## Algunas publicaciones
- herwig Teppner. 2012. Notes on morphology and karyology of Onosma fruticosa (Boraginaceae-Lithospermeae) from Cyprus. Phyton (Horn, Austria) 52 (2): 301–320 (con 25 ilustraciones)

- herwig Teppner, friedrich Ehrendorfer, christian Puff. 1976. Karyosystematic Notes on the Galium palustre-Group (Rubiaceae). Taxon 25 ( 1) : 95-97

- La abreviatura «Teppner» se emplea para indicar a Herwig Teppner como autoridad en la descripción y clasificación científica de los vegetales.[1]